# Mark Pontius
Mark Andrew Pontius (nascido em 3 de janeiro de 1985) é um músico americano, mais conhecido como membro fundador e baterista da banda de pop alternativo americana Foster the People. Ele deixou a banda em 2021. Antes de se juntar ao Foster the People em 2009, Pontius fazia parte da banda de indie pop Malbec, que atualmente está extinta.

## Início da vida
Pontius nasceu em 3 de janeiro de 1985, em Orlando, Flórida, filho de Harriet e Lawrence Lee "Larry" Pontius. Durante sua juventude, ele tocava bateria em bandas de garagem e grupos comunitários. Ele se formou na Lyman High School, em Longwood, Flórida, em 2003.
Após concluir o ensino médio, Pontius se mudou para Los Angeles para estudar cinematografia. Ele se formou em uma escola de cinema, mas decidiu seguir uma carreira na música depois da graduação.

## Carreira

#### 2003–2010: Malbec e contribuições musicais iniciais
Ao se mudar para Los Angeles, Pontius ingressou na banda Malbec, que era liderada por Pablo Signori e incluía o produtor musical Sidney Miller (conhecido como Speakerbomb). Além de ser o baterista da banda, Pontius dirigia e editava todos os vídeos musicais deles. Ele deixou a banda em dezembro de 2009 e, em seguida, formou o Foster the People. A Malbec foi dissolvida no ano seguinte.

#### 2010–2021: Foster the People
No outono de 2009, Mark Foster gravou a música "Pumped Up Kicks" em seu local de trabalho, e ela foi lançada como um single inicial da banda. Em maio de 2010, a banda assinou um contrato de múltiplos álbuns com a gravadora Startime International da Columbia Records, devido ao sucesso crescente da música. "Pumped Up Kicks" foi oficialmente relançada como o primeiro single da banda em 14 de setembro de 2010; sendo rotulada como um sleeper hit e eventualmente alcançando a terceira posição na Billboard Hot 100. Ela foi indicada ao Grammy Awards de melhor performance pop por uma dupla ou grupo em fevereiro de 2012.
Em 23 de maio de 2011, o primeiro álbum de estúdio da banda, Torches, foi lançado e rendeu à banda sua segunda indicação ao Grammy, na categoria de Melhor Álbum de Música Alternativa. O álbum também alcançou a oitava posição na Billboard 200. Três anos depois, o segundo álbum da banda, Supermodel, foi lançado em 14 de março de 2014, sendo o álbum de maior sucesso da banda na Billboard 200, atingindo a terceira posição. Em 21 de julho de 2017, o Foster the People lançou seu terceiro álbum, Sacred Hearts Club, influenciado pelas questões globais contemporâneas, que contou com o single "Sit Next to Me".
Em 2017 e 2018, Pontius trabalhou com Gabe Simon, da banda Kopecky, sob o nome Mr. Gabriel. Juntos, produziram várias faixas, incluindo "Holy Water", gravada no estúdio de Pontius no Tennessee, Fat Horse Ranch, e que contou com bateria e baixo arquivados, tocados por seu falecido pai.
Ele deixou a banda em 2021 para passar mais tempo com sua família.

## Vida pessoal
Pontius tem uma filha e vive em Nashville, Tennessee.